# Saint-Germain-du-Crioult
Saint-Germain-du-Crioult település Franciaországban, Calvados megyében. Lakosainak száma 959 fő (2018. január 1.). Saint-Germain-du-Crioult La Chapelle-Engerbold, Condé-sur-Noireau, Pontécoulant, Proussy, Vassy, Caligny, Moncy, Montilly-sur-Noireau, Condé-en-Normandie és Valdallière községekkel határos.

## Népesség
A település népessége az elmúlt években az alábbi módon változott:
| Lakosok száma | 691  | 701  | 718  | 819  | 848  | 860  | 927  | 942  | 965  | 959  |
|               | 1962 | 1968 | 1982 | 1990 | 1999 | 2008 | 2011 | 2013 | 2017 | 2018 |